# Урабе Намі
Урабе Намі (нар. 29 серпня 1978) — колишня японська тенісистка.
Найвищу одиночну позицію світового рейтингу — 399 місце досягла 4 травня 1998, парну — 176 місце — 24 листопада 1997 року.
Здобула 8 парних титулів.

## Фінали ITF
| турніри $25,000 |
| турніри $10,000 |

### Парний розряд: 15 (8–7)
| Результат | Ранг | Дата            | Турнір                      | Покриття | Партнерка      | Суперниці                     | Рахунок       |
| --------- | ---- | --------------- | --------------------------- | -------- | -------------- | ----------------------------- | ------------- |
| Поразка   | 1.   | 2 жовтня 1995   | Ібаракі (Ібаракі), Японія   | Тверде   | Труді Мусгрейв | Сасано Йосіко Наґатомі Кейко  | 0–6, 6–7(5)   |
| Перемога  | 1.   | 23 жовтня 1995  | Кіото, Японія               | Тверде   | Труді Мусгрейв | Хотта Томое Тоба Ейко         | 3–6, 6–2, 6–3 |
| Поразка   | 2.   | 8 січня 1996    | Сан-Антоніо, США            | Тверде   | Обата Саорі    | Пем Нелсон Нора Кевеш         | 6–2, 4–6, 1–6 |
| Перемога  | 2.   | 25 березня 1996 | Бандунґ, Індонезія          | Тверде   | Обата Саорі    | Чень Цзінцзін Лі Лі           | 6–3, 6–3      |
| Поразка   | 3.   | 30 червня 1997  | Мон-де-Марсан, Франція      | Тверде   | Обата Саорі    | Каталін Мароші Вероніка Стеле | 4–6, 3–6      |
| Перемога  | 3.   | 15 вересня 1997 | Ібаракі (Ібаракі) 1, Японія | Тверде   | Суріна Де Беер | Кавамата Ріей Сасано Йосіко   | 6–2, 6–3      |
| Перемога  | 4.   | 22 вересня 1997 | Ібаракі (Ібаракі) 2, Японія | Тверде   | Суріна Де Беер | Кацумі Сідзу Кьоко Кодзіма    | 6–3, 6–3      |
| Перемога  | 5.   | 5 жовтня 1997   | Кіото, Японія               | Килим    | Суріна Де Беер | Юміко Кітамура Нацумі Юкі     | 6–2, 6–3      |
| Поразка   | 4.   | 10 жовтня 1997  | Саґа (Саґа), Японія         | Трава    | Суріна Де Беер | Деніелл Джонс Обата Саорі     | 3–6, 4–6      |
| Поразка   | 5.   | 23 лютого 1998  | Мумбаї, Індія               | Тверде   | Ямаґісі Йоріко | Чень Цзінцзін Ян Цинь         | 6–7(5), 2–6   |
| Перемога  | 6.   | 27 вересня 1999 | Кіото, Японія               | Килим    | Ісіда Кейко    | Фудзії Юкі Юміко Кітамура     | 6–1, 6–3      |
| Перемога  | 7.   | 3 вересня 2001  | Kugayama, Японія            | Тверде   | Окамото Сейко  | Мелісса Дауз Саманта Стосур   | 6–4, 2–6, 6–1 |
| Поразка   | 6.   | 26 вересня 2001 | Кіото, Японія               | Тверде   | Окамото Сейко  | Мелісса Дауз Саманта Стосур   | 3–6, 6–3, 2–6 |
| Поразка   | 7.   | 21 жовтня 2002  | Токіо, Японія               | Тверде   | Таґуті Кейко   | Іноуе Харука Іноуе Майко      | 1–6, 2–6      |
| Перемога  | 8.   | 23 вересня 2003 | Хіросіма, Японія            | Трава    | Томоко Тайра   | Сатомі Кіндзьо Акіко Йонемура | 6–3, 6–3      |